# Mérindade
La mérindade,, (merindad en espagnol, merindade ou merinalde en basque) est un type de juridiction ibérique, hérité du Moyen Âge et particulièrement implanté en Navarre et en Vieille-Castille. Le terme apparaît au Xe siècle lors de l'organisation du comté de Castille par Ferdinand González de Castille. Les mérindades sont décrites dans le Becerro de Behetrías sous le règne de Pierre Ier de Castille.
La communauté forale de Navarre est encore aujourd'hui divisée en cinq mérindades (Pampelune, Lizarra, Zangoza, Erriberri et Tudèle), la sixième historique étant la Basse-Navarre, aujourd'hui française. Dans la province de Burgos, certaines communes portent le titre de « mérindade », comme la Merindad de Sotoscueva, mais ce n'est qu'un titre historique.

## Un territoire
Au Moyen Âge, les mérindades désignent avant tout un territoire, un district organisé autour d'une ville ou d'un bourg important jouissant du statut de villa. Ce territoire (plus ou moins vaste, selon les cas), outre la ville-centre, regroupe des terres agricoles, des bois, mais aussi des villages (aldeas, lesquelles peuvent être de simples hameaux), qui bénéficient d'un statut inférieur à celui de la villa, leurs habitants n'ayant pas les mêmes droits que ceux de la villa, qui portaient le nom de vecinos. Il revient à la ville-centre de diriger et de défendre les intérêts de la mérindade.
Le Royaume de Navarre, par exemple, est divisé en six mérindades : Pampelune, Lizarra, Zangoza, Erriberri, Tudèle, et Saint-Jean-Pied-de-Port (cette dernière ayant été détachée lors de l'annexion de la Navarre par la Castille en 1512). Elles existent toujours en tant que divisions territoriales historiques, remplacées en matière juridique par les districts.

## Une juridiction administrative et judiciaire
Au territoire de la mérindade correspond une juridiction propre, de type administratif et judiciaire. Cette juridiction est dirigée par un merino, appelé également merino menor, sorte de juge qui détient essentiellement l'autorité judiciaire, mais qui peut intervenir dans d'autres domaines. Sa fonction est également appelée mérindade.
Le merino menor est nommé par le merino mayor, choisi et nommé par le roi, et qui dispose de pouvoirs administratifs et judiciaires beaucoup plus étendus. Le territoire de sa juridiction est plus ou moins vaste, selon le nombre et la taille des mérindades qui le composent. Certains exercent leur autorité sur une seule province, c'est souvent le cas dans le nord de la péninsule où le morcellement territorial et la diversité du droit, deux caractéristiques héritées des longs siècles du Haut Moyen Âge durant lesquels l'autorité royale a eu du mal à contenir les forces centrifuges exercées par l'aristocratie et le clergé. Dans les terres reconquises à partir du XIe siècle, les rois castillans et léonais ont pu organiser plus à leur convenance les nouveaux territoires et tentent d'opérer une unification juridique sur ces espaces nouvellement rattachés à leur couronne. Les merinos mayores exercent alors souvent sur la totalité d'un royaume : Tolède, Murcie, Séville, etc.
Les nobles et le clergé échappent bien entendu à leur emprise, car ils jouissent de statuts juridiques exclusifs, malgré les tentatives du roi Alphonse X de les soumettre d'une certaine manière à la justice commune. Le roi exerce néanmoins son pouvoir judiciaire sur tous et les cas les plus litigieux parviennent jusqu'à la cour royale où le monarque juge en dernier ressort, et ce, pour tous, nobles, clercs…
La configuration juridico-territoriale de la mérindade s'insère dans le système juridique ibérique médiéval, qui ne connait pas les formes les plus abouties de la féodalité, quoique cette question anime les spécialistes. Quoi qu'il en soit, la mérindade semble devoir être considérée davantage comme une juridiction inscrite dans un cadre juridique nettement dominé par la royauté et échappant à l'emprise seigneuriale et ce, à des degrés divers, selon les époques et les régions.